# Happiness and Other Crimes
Albums de Bill Pritchard
Jolie
(1991) By Paris, by Taxi, by Accident
(2005)
Happiness And Other Crimes est le 6e album studio de Bill Pritchard, sorti en 1998. 

## Titres / Durée totale: 46:20
1. Susan's Soho Parties 3:16
2. Every Loser In London 2:13
3. Jimmy McCay 2:02
4. Broadway 2:54
5. For the Good Of The People 5:00
6. Hippy Hoorah 3:32
7. Atmosphere 2:46
8. Melody Said 3:14
9. The Tipton Slasher 2:38
10. Terry Toy 2:19
11. Marie-Claire 2:38
12. Suddenly Last Summer 4:22
13. Cherry Orchard 3:29
14. Le Monde selon Jimmy 2:03
15. Live A Little Longer 3:55

## Crédits

### Paroles et musique
- Bill Pritchard

### Musiciens
- Piano : Tim Bradshaw, Siggy Strand
- Guitares : Bill Pritchard, Tim Bradshaw, Remi Le Plage
- Guitare basse : Rolls et Tuppy Rutter sur Every Loser In London et Suddenly Last Summer
- Batterie : Paul Barlow
- Orgue : Siggy Strand

### Production
- Producteur : Tim Bradshaw
- Mixage : 
  - Tim Bradshaw assisté par Graham Pilgrim aux Spotlight Studios de Willesden (Londres)
  - For the Good Of The People, remixé par Ian Herron au Studio 125, Burgess Hill (Sussex de l'Ouest)
- Ingénieurs du son : Jim Clayton, Richard « Digby » Smith, Ian Caple, Dave Fisher, Mike Roarty
- Enregistrement : 
  - JA Studios d'Ardingly (Sussex de l'Ouest)
  - Island Studios (Londres)
  - Summerisle Studios de Cheam (Surrey)
- Mastering à Hiltongrove (Londres)
- Éditions Ncompass Music sauf :
  - Island Music pour les titres For the Good Of The People et Live A Little Longer
  - Copyright Control pour Hippy Hoorah
- Design pochette : Michelle de Caux
- Format : 1 CD Stéréo
- A&R : Richard Rogers
- Label : Ncompass Records (NCOMCD004)
- Genre : indie pop, rock
- Durée : 46:20'
- Année de sortie : 1998

## Point de vue de la critique[1]
- « 1999, année du grand retour pour beaucoup de songwriters chers à nos cœurs (Michael Head, John Cunningham, Peter Astor, les Go-Betweens…), souvent injustement privés du succès qu'ils méritaient pourtant. Bill Pritchard est de ceux-là, qui se sont brûlé les ailes à avoir de trop près frôlé la renommée. Huit ans après Jolie, l'album qui aurait dû définitivement le consacrer, quatre ans après sa dernière apparition discographique, le revoilà donc avec un nouvel album. Difficile d'être objectif dans ces conditions, tant le risque de se laisser aller à l'indulgence envers un vieil ami qu'on retrouverait avec un peu trop de joie… on se retiendra donc pudiquement de crier au génie. Et pourtant, ce disque est largement digne de ses prédécesseurs, long en bouche et efficace à la fois. 15 titres, sans faiblesse, avec une qualité mélodique rare et une production simple et discrète, de l'excellent et introductif Susan's Soho Parties à un Live A Little Longer beau à pleurer, avec lesquels Bill prouve qu'il n'a rien perdu de son talent d'écriture. Globalement assez « rock » (l'efficace Every Loser In London, premier single, Melody Said ou Hippy Hoorah, en français, avec son chorus bretonnant[2] taillé pour les quotas de Oui FM), Happiness And Other Crimes n'en oublie pas les chemins de traverse, comme For the Good Of The People et sa rythmique délicatement trip-hop. Les arnaques marketées, les hypes et le post-machin, on s'en fout, tant qu'on a encore des disques comme celui-là, qu'on écoutera encore dans dix ans. Welcome back Bill ! »